# Tour de doña Ochanda
La Tour de Doña Ochanda (Torre de Doña Ochanda en castillan) est une maison forte située dans le vieux quartier de Vitoria-Gasteiz, en Espagne. Construite au XVe siècle, elle défendait depuis sa façade extérieure la muraille.

## Histoire
Don Andrés Martínez de Iruña a reconstruit le bâtiment au XVIe siècle et lui a donné le nom de sa fille, Doña Ochanda. Située calle Siervas de Jesús, la tour abrite actuellement le Musée des sciences naturelles d'Alava.

### Sources
- (es)/(eu) Cet article est partiellement ou en totalité issu des articles intitulés en espagnol « Torre de doña Ochanda » (voir la liste des auteurs) et en basque « Otxanda Andrearen dorrea » (voir la liste des auteurs).